# Heinrich Gustav Johannes Kayser

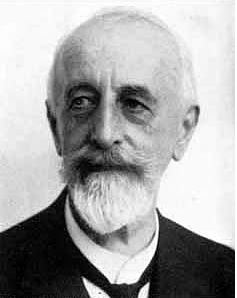
Heinrich Kayser

Johannes Heinrich Gustav Kayser, FRS (* 16. März 1853 in Bingen; † 14. Oktober 1940 in Bonn) war ein deutscher Physiker. Heinrich Kayser war einer der Begründer der Spektroskopie.

## Herkunft und Familie
Heinrich Kayser wurde als jüngstes von fünf Kindern des Ritterguteigentümers Johann Jacob August Heinrich Kayser (* 12. Juni 1817 in Königsberg; † 28. Januar 1910, in Tirol bei Meran) und Amalie Dorothea von Metz (* 10. Juli 1812 in Smolensk; † 4. Dezember 1880 in Berlin) geboren.
Heinrich Kayser war der einzige Bruder des Geologen Emanuel Kayser.
Im Jahre 1887 heirateten Heinrich Kayser und Auguste Juliane, geb. Hoffmann, verw. Prümm (Tochter von August Hoffmann, Danzig, und Juliane Kirschstein, * 1840 in Berlin; † April 1915 in Bonn). Die Ehe blieb kinderlos.

## Werdegang
Heinrich Kayser war ein Schüler von August Kundt, einem der führenden Experimentalphysiker Deutschlands, bei dem er an der Kaiser-Wilhelms-Universität Straßburg seit 1873 Physik, daneben Chemie studierte. In August Kundts Laboratorium im Physikalischen Institut konnte Heinrich Kayser bereits seit 1873 mitarbeiten und veröffentlichte als Resultat dieser Arbeit in den Annalen der Physik 1877 seinen ersten Fachartikel. Zu den mit Heinrich Kayser an Kundts Kolloquien gemeinsam Teilnehmenden gehörten dessen Assistenten Wilhelm Conrad Röntgen, Zygmunt Wroblewski, der Extraordinarius Emil Warburg und Kaysers Kommilitone Emil Cohn.
Seinem späteren Doktorvater Hermann von Helmholtz, wurde Heinrich Kayser von Kundt im Frühjahr 1876 anlässlich eines Vortrages vor dem Kronprinzenpaar und herausragenden wissenschaftlichen Vertretern vorgestellt, nachdem Kayser Kundt bei der schwierigen Durchführung der Versuche assistiert hatte. Ab 1877 studierte Kayser in Berlin u. a. bei Hermann von Helmholtz und Gustav Robert Kirchhoff.
Seit 1. März 1878 war er für siebeneinhalb Jahre Assistent bei Hermann von Helmholtz am Physikalischen Institut der Berliner Friedrich-Wilhelms-Universität. Heinrich Kayser wurde am 6. Februar 1879 an der Friedrich-Wilhelms-Universität Berlin mit einer Arbeit über die Eigenschaften von Schallwellen bei Herrmann von Helmholtz promoviert.
Im Jahr 1881 erfolgte an der Friedrich-Wilhelms-Universität Berlin seine Habilitation, an die sich seine Tätigkeit als Privatdozent anschloss. Zu Heinrich Kaysers Studenten in Berlin gehörten u. a. Wilhelm Wien und James Edward Keeler, DeWitt Bristol Brace und Ferdinand Kurlbaum, zu seinen Mitarbeitern als Assistent Heinrich Hertz.
Seine ersten Arbeiten betrafen Fragen der Schallausbreitung.
Im Jahre 1885 erhielt Heinrich Kayser einen Ruf auf die Professur für Physik an der TH Hannover. Zu seinen Assistenten hier gehörten Ferdinand Kurlbaum und Friedrich Paschen.
Heinrich Kayser nahm 1894 den Ruf auf die Professur für Physik an der Universität Bonn an, wo er bis zu seiner Emeritierung 1920 verblieb. Das Physikalische Institut der Universität Bonn wurde unter der Leitung Heinrich Kaysers zu dem weltweit führenden Institut der Spektroskopie.
Zu seinen Assistenten in Bonn zählt August Hagenbach.
Heinrich Kayser wurde auf dem Poppelsdorfer Friedhof in Bonn beerdigt.

## Werk
An der Universität Bonn baute Heinrich Kayser seit 1894 das erste ganz der Spektroskopie gewidmete Institut auf. Heinrich Kayser entwickelte das Labor des von ihm geleiteten Physikalischen Institutes der Universität Bonn zu dem weltweit modernsten seiner Zeit.
Heinrich Kayser war entscheidend an der Entwicklung der Spektroskopie beteiligt.
Von 1900 an verfasste Heinrich Kayser das „Handbuch der Spektroskopie“, eine kritische Bearbeitung der Literatur, über Apparate, Messmethoden und Wellenlängenwerte der Emissions- und Absorptions-Spektroskopie und Spektrographie, über Fluoreszenz und Phosphoreszenz und Astrophysik. Heinrich Kaysers „Handbuch der Spektroskopie“ erschien 1932 in seinem 8. Band.
Die Arbeiten Heinrich Kaysers wurden mit denen Carl Runges und Rydbergs unverzichtbar für die später von Niels Bohr und Ernest Rutherford formulierten Atommodelle.
Heinrich Kayser entdeckte 1895 das Vorkommen von Helium in der Erdatmosphäre.
Kayser war Mitherausgeber der von ihm 1903 gegründeten Zeitschrift für wissenschaftliche Photographie, Photophysik und Photochemie.
Im Jahre 1903 schrieb er eine Abhandlung über die Elektronentheorie.
Ein vom vielfachen Kandidaten für den Nobelpreis in Physik Arnold Sommerfeld verfasster Nekrolog würdigte Heinrich Kayser als den „Nestor der deutschen Physik“, ein weiterer Nachruf würdigte Heinrich Kayser aufgrund seiner experimentellen und literarischen Arbeiten als den „Altmeister der Spektroskopie“.

## Trivia
Heinrich Kayser wurde von Hermann Wilhelm Vogel in die Photographie eingeführt. In dem von Vogel gegründeten Photographischen Verein zu Berlin war Heinrich Kayser zeitweise stellvertretender Vorsitzender.
Heinrich Kayser baute eine Wechselkassette und sicherte sich dafür ein Patent für Deutschland, Frankreich, England und die Vereinigten Staaten.
Heinrich Kayser entwickelte lange vor Kodak die erste Rollfilmkamera.
Zu seinen vielfältigen außerfachlichen Interessen gehörten insbesondere Kunst und Literatur, so gab er nach dem Tod des mit ihm befreundeten Kunsthistorikers Carl Justi 1922 und 1923 dessen Werke Briefe aus Italien (1922) und Spanische Reisebriefe (1923) heraus und verfasste hierfür die Vorworte.

## Ehrungen
Nach ihm wurde die physikalische Einheit der Wellenzahl Kayser benannt.
In den Jahren 1905, 1916 und 1917 wurde Heinrich Kayser für den Nobelpreis für Physik nominiert.
Am 20. März 2000 wurde der Asteroid (10509) Heinrichkayser nach ihm benannt.
- Dr. iur. h. c. (Rheinische Friedrich-Wilhelms-Universität Bonn)
- Dr. h. c. (University of St Andrews, 1912)
- Mitglied der Royal Society, ForMemRS (1909)
- Mitglied der Russischen Akademie der Wissenschaften  (1902)[12]
- Mitglied der Königlich Physiographische Gesellschaft in Lund
- Mitglied der Akademie Haarlem
- Ehrenmitglied der Royal Institution (1899)
- Mitglied der Società degli Spettroscopisti Italiani
- Mitglied der Deutschen Akademie der Naturforscher Leopoldina (1886)
- Geheimer Regierungsrat

## Schriften (Auswahl)
- Heinrich Kayser: Lehrbuch der Spektralanalyse. J. Springer, Berlin 1883.
- Heinrich Kayser: Handbuch der Spektroskopie. 8 Bände. S. Hirzel, Leipzig 1900–1932.
- Heinrich Kayser: Tabelle der Schwingungszahlen der auf das Vakuum reduzierten Wellenlängen zwischen 2.000 Å und 10.000 Å. S. Hirzel, Leipzig 1925.
- Heinrich Kayser: Tabelle der Hauptlinien der Linienspektra aller Elemente nach Wellenlängen geordnet. J. Springer, Berlin 1926. (Neudruck 1968)
- Heinrich Kayser: Lehrbuch der Physik für Studierende. 6. Auflage. Enke, Stuttgart 1921, urn:nbn:de:hbz:061:2-22581.
- Heinrich Kayser: Die Elektronentheorie. Rohrscheid und Ebbecke, Bonn 1903.
- Heinrich Kayser: Ueber den Einfluss der Intensität des Schalles auf seine Fortpflanzungsgeschwindigkeit. In: Annalen der Physik und Chemie. Band 242, Nr. 4, 1879, S. 465–485.